# Nigerianisches Pfund
| Nigerianisches Pfund     | Nigerianisches Pfund               |
| ------------------------ | ---------------------------------- |
| Land:                    | Nigeria                            |
| Unterteilung:            | 1 Pfund = 20 Schilling = 240 Pence |
| ISO-4217-Code:           | ?                                  |
| Abkürzung:               | NGP                                |
| Wechselkurs: (1958–1972) | 1 GBP = 1 NGP                      |

Das Nigerianische Pfund war zwischen 1958 und 1972 die nigerianische Währung. Bis 1958 benutzte Nigeria das Westafrikanische Pfund, ab 1959 wurden eigene Münzen ausgegeben. Ein Pfund war in 20 Schillinge unterteilt, von denen jeder wiederum in 12 Pence geteilt werden konnte. Das nigerianische Pfund war auf den Wert von einem Britischen Pfund festgelegt; mit der Einführung des Dezimalsystems am 1. Januar 1973 wurde die Währung des nigerianischen Pfunds abgeschafft. Nachfolgewährung ist der Naira, der 100 Kobo entspricht und bei der Einführung den halben Wert eines damaligen Pfundes hatte.

## Münzen
Die folgenden Münzen wurden erstmals 1959 geprägt; lediglich die Münzen über 1 Penny (1961) und 1 Shilling (1961) wurden nachgeprägt. Gedenk- oder Sondermünzen sind nicht bekannt.
| Nennwert   | Motiv Vorderseite                | Motiv Rückseite            | Metall        | Besonderheiten |
| ---------- | -------------------------------- | -------------------------- | ------------- | -------------- |
| ½ Penny    | Krone über Wertangabe            | Zwei verschränkte Dreiecke | Bronze        | Mit Loch       |
| 1 Penny    | Krone über Wertangabe            | Zwei verschränkte Dreiecke | Bronze        | Mit Loch       |
| 3 Pence    | Gekröntes Kopfbild Elisabeth II. | Baumwollpflanze            | Nickelmessing | Zwölfeckig     |
| 6 Pence    | Gekröntes Kopfbild Elisabeth II. | Kakaobohnen                | Kupfernickel  |                |
| 1 Shilling | Gekröntes Kopfbild Elisabeth II. | Ölpalmenzweige             | Kupfernickel  |                |
| 2 Shilling | Gekröntes Kopfbild Elisabeth II. | Erdnussstaude              | Kupfernickel  | Riffelrand     |

## Banknoten

1-Pfund-Banknote von 1968

Nigeria führte 1958 eigene Banknoten mit dem Nennwert von 5 und 10 Shilling sowie 1 und 5 Pfund ein. 1967 und 1968 wurden weitere Serien gedruckt.